# (38199) 1999 LO24
1999 LO24 (asteroide 38199) é um asteroide da cintura principal. Possui uma excentricidade de 0.30674820 e uma inclinação de 11.39713º.
Este asteroide foi descoberto no dia 9 de junho de 1999 por LINEAR em Socorro.